# Château d'Auldhame
Le château d'Auldhame est une tour en forme de L en ruine située sur une crête au-dessus de la plage de Seacliff, à environ 6 kilomètres à l'est de North Berwick à East Lothian et à moins d'un kilomètre du Château de Tantallon.
Le château a été construit au 16e siècle, probablement par Adam Otterburn de Reidhall, Lord Provost d'Édimbourg. Il se compose d'un bloc principal de trois étages avec une tour d'escalier en saillie. Une partie du sous-sol voûté est toujours existant, mais la plupart des étages supérieurs sont aujourd'hui détruits.
Un des trois cadavres supposés de Baldred aurait été enterré sur le site en 756.